# Miroslav Baranek
Miroslav Baranek (Havířov, 10 novembre 1973) è un ex calciatore ceco, di ruolo jolly.